# Lijst van voetbalinterlands Jemen - Pakistan
Deze lijst van voetbalinterlands is een overzicht van alle officiële voetbalwedstrijden tussen de nationale teams van (Noord-)Jemen en Pakistan. De landen hebben tot op heden vijf keer tegen elkaar gespeeld. De eerste ontmoeting, een kwalificatiewedstrijd voor de Azië Cup 1984, vond plaats op 15 oktober 1984 in Calcutta (India). Het laatste duel, een kwalificatiewedstrijd voor het Wereldkampioenschap voetbal 2018, werd gespeeld in Madinat Isa (Bahrein) op 23 maart 2015.

## Wedstrijden
| № | Plaats      | Datum           | Competitie                 | Wedstrijd              | Uitslag |
| - | ----------- | --------------- | -------------------------- | ---------------------- | ------- |
| 1 | Calcutta    | 15 oktober 1984 | Azië Cup 1984 kwalificatie | Pakistan − Noord-Jemen | 4 − 1   |
| 2 | Irbid       | 24 mei 1993     | WK 1994 kwalificatie       | Jemen − Pakistan       | 5 − 1   |
| 3 | Chengdu     | 14 juni 1993    | WK 1994 kwalificatie       | Pakistan − Jemen       | 0 − 3   |
| 4 | Doha        | 12 maart 2015   | WK 2018 kwalificatie       | Jemen − Pakistan       | 3 − 1   |
| 5 | Madinat Isa | 23 maart 2015   | WK 2018 kwalificatie       | Pakistan − Jemen       | 0 − 0   |

## Samenvatting
| Competitie            | Totaal gespeeld | Winst Jemen | Gelijk | Winst Pakistan | Doelsaldo Jemen – Pakistan |
| --------------------- | --------------- | ----------- | ------ | -------------- | -------------------------- |
| WK-kwalificatie       | 4               | 3           | 1      | 0              | 11 − 2                     |
| Azië Cup-kwalificatie | 1               | 0           | 0      | 1              | 1 − 4                      |
| Totaal                | 5               | 3           | 1      | 1              | 12 − 6                     |

## Details

### Vierde ontmoeting
| WK 2018 kwalificatie (Doha, Qatar, 12 maart 2015): |              | |
| Jemen | 3 – 1        | Pakistan |
| Abdulwaesa Al-Matari 3' Mohammed Boqshan 57' Ala Al-Sasi 69' | goals        | 67' (pen.) Hassan Bashir |
| Miroslav Soukup | bondscoach   | Mohammed Al-Shamlane |
| Mohammed Ayash Motazz Qaid Mudeer Al-Radaei 71' Abdul Al-Jardhi Fuad Al-Omaisi 57' Wahid Al-Khyat 84' Abdulwaesa Al-Matari Ahmed Al-Hifi Mohammed Boqshan Ayman Al-Hagri Yaser Al-Gabr | opstellingen | Muzammil Hussain Nabil Aslam 38' Muhammed Ahmed Mohammad Bilal Ahsan Ullah 62' Mohsin Ali Muhammad Riaz 52' Mohammad Ali Kalim Ullah Hassan Bashir Saddam Hussain |
| Ala Al-Sasi 57' Hamada Al-Zubairi 71'} Mohammed Al-Ghamri 84' | wissels      | 38' Mehmood Khan 52' Muhammad Adil 62' Muhammad Asif |
| Abdul Al-Jardhi 33' Mudeer Al-Radaei 65' | gele kaarten | 21' Mohammad Bilal 68' Ahsan Ullah |

### Vijfde ontmoeting
| WK 2018 kwalificatie (Madinat Isa, Bahrein, 23 maart 2015): |              | |
| Pakistan | 0 – 0        | Jemen |
| | goals        | |
| Mohammed Al-Shamlane | bondscoach   | Miroslav Soukup |
| Muzammil Hussain 45' Muhammed Ahmed 89' Mohammad Bilal Ahsan Ullah Shahbaz Younas Muhammad Riaz Mehmood Khan Kalim Ullah Hassan Bashir Saddam Hussain Mansoor Khan 50' | opstellingen | Mohammed Ayash Motazz Qaid Mudeer Al-Radaei Abdul Al-Jardhi 81' Wahid Al-Khyat Ali Al-Sasi 90' Abdulwaesa Al-Matari Ahmed Al-Hifi Mohammed Boqshan 90' Ayman Al-Hagri Yaser Al-Gabr |
| Saqib Hanif 45' Muhammad Adil 50' Mohammad Ali 84' | wissels      | 81' Osamah Anbar 90' Waleed Al-Hubaishi 90' Ali Abdullah Hafeedh |
| Muhammed Ahmed 37' Ahsan Ullah 75' | gele kaarten | 90' Mudeer Al-Radaei |

YFA · A-internationals
1984 – 1989 · 
1990 – 1999 · 
2000 – 2009 · 
2010 – 2019 ·
2020 − 2029
Bahrein ·
Bangladesh ·
Bhutan ·
Brunei ·
Cambodja ·
China ·
Comoren ·
Djibouti ·
Egypte ·
Eritrea ·
Ethiopië ·
Filipijnen ·
Finland ·
Hongkong ·
India ·
Indonesië ·
Irak ·
Iran ·
Japan ·
Jordanië ·
Kenia ·
Kirgizië ·
Koeweit ·
Libanon ·
Libië ·
Malawi ·
Malediven ·
Maleisië ·
Marokko ·
Mauritanië ·
Mongolië ·
Nepal ·
Noord-Korea ·
Oeganda ·
Oezbekistan ·
Oman ·
Pakistan ·
Palestina ·
Qatar ·
Saoedi-Arabië ·
Singapore ·
Soedan ·
Sri Lanka ·
Syrië ·
Tadzjikistan ·
Tanzania ·
Thailand ·
Tsjaad ·
Turkmenistan ·
Verenigde Arabische Emiraten ·
Vietnam ·
Zambia ·
Zuid-Korea
PFF · A-Internationals · Olympisch elftal · Pakistaans vrouwenelftal
1950 – 1959 · 
1960 – 1969 · 
1970 – 1979 · 
1980 – 1989 · 
1990 – 1999 · 
2000 – 2009 · 
2010 – 2019 ·
2020 − 2029
Afghanistan ·
Bahrein ·
Bangladesh ·
Bhutan ·
Brunei ·
Cambodja ·
China ·
Djibouti ·
Filipijnen ·
Guam ·
India ·
Indonesië ·
Irak ·
Iran ·
Israël ·
Japan ·
Jemen ·
Jordanië ·
Kazachstan ·
Kenia ·
Kirgizië ·
Koeweit ·
Libanon ·
Macau ·
Malediven ·
Maleisië ·
Mauritius ·
Myanmar ·
Nepal ·
Noord-Korea ·
Oman ·
Palestina ·
Qatar ·
Saoedi-Arabië ·
Singapore ·
Sri Lanka ·
Syrië ·
Tadzjikistan ·
Taiwan ·
Thailand ·
Turkije ·
Turkmenistan ·
Verenigde Arabische Emiraten ·
Zuid-Korea ·
Zuid-Vietnam